# Ailleurs si j'y suis
Pour plus de détails, voir Fiche technique et Distribution.
Ailleurs si j'y suis est une comédie belgo-franco-hélvético-luxembourgeoise réalisée par François Pirot, sortie en 2022.

## Synopsis
Mathieu, sa femme, son pote, son père, son patron : tous pètent gentiment les plombs pour cause de boulot de merde, de problèmes de couple, de mid-life crisis et j'en passe. Apercevant un cerf qui semble l'appeler à la lisière de son jardin, Mathieu rentre dans la forêt...

## Fiche technique
Sauf indication contraire, les informations mentionnées dans cette section peuvent être confirmées par les bases de données cinématographiques IMDb et Allociné,  présentes dans la section « Liens externes ».
- Titre original : Ailleurs si j'y suis
- Réalisation : François Pirot
- Scénario : François Pirot et Emmanuel Marre
- Musique : Benoît Mernier
- Décors : Paul Rouschop et Igor Gabriel
- Costumes : Catherine Marchand
- Photographie : Florian Berutti
- Montage : Nicolas Rumpl
- Son : Carlo Thoss
- Production : Joseph Rouschop, Valérie Bournonville, Donato Rotunno et Elena Tatti
- Sociétés de production : Tarantula, Box Productions et Good Fortune Films
- Sociétés de distribution : UFO Distribution et Indie Sales
- Pays de production :  France,  Luxembourg et  Suisse
- Langue originale : français
- Format : couleur — 2,35:1
- Genre : Comédie
- Durée : 103 minutes
- Dates de sortie :
  - France :
    - 5 octobre 2022 (Saint-Jean-de-Luz)
    - 29 mars 2023 (en salles)

  - Canada : 4 novembre 2022
  - Suisse : 6 novembre 2022 (Genève)
  - Luxembourg : 6 mars 2023

## Distribution
Sauf indication contraire ou complémentaire, les informations mentionnées dans cette section proviennent du générique de fin de l'œuvre audiovisuelle présentée ici.
- Jérémie Rénier : Mathieu
- Suzanne Clément : Catherine
- Jean-Luc Bideau : Guy
- Samir Guesmi : Stéphane